# دانيلو الأول أمير الجبل الأسود
دانيلو الأول (سيريلية: Данило Петровић Његош؛ 25 مايو 1826 - 13 أغسطس 1860) كان مطران أو أمير الأسقف الجبل الأسود (كـ دانيلو الثاني) ثم في وقت لاحق منذ 1851 حتى 1860 أمير الجبل الأسود بعد تحويل البلاد إلى علمانية، وبعد اغتياله في 1860 خلفه أبن شقيقه نيكولا الأول بيتروفيتش نيكوش.